# Almindelig sortfisk
Almindelig sortfisk (Centrolophus niger) er en smørfisk i sortfiskfamilien og den eneste art i slægten Centrolophus.
Almindelig sortfisk træffes sjældent i danske farvande, men er dog, sammen med Engelsk Sortfisk (Shedolphilus medusuphagus), en regelmæssig gæst i Nordsøen. Sortfisken findes både i det nordlige og sydlige atlanterhav, og store dele af det sydlige stillehav. De er, som navnet antyder sorte, eller brunlige, i nogle tilfælde nærmest blålige. De lever af forskellige planktoniske dyr, og deres maksimale længde er ca. 150 cm.
De er oceaniske, pelagiske fisk, og de voksne lever på et par hundrede meters dybde (ca. 300 - 700 m), men deres totale dybdespænd er ca. 40 til 1.050 meter.